# Callistethus bugnioni
Callistethus bugnioni är en skalbaggsart som beskrevs av Gillet 1924. Callistethus bugnioni ingår i släktet Callistethus och familjen Rutelidae. Inga underarter finns listade.